# Acoustic Player
Acoustic Player ist ein deutschsprachiges Workshop-Magazin für Themen um die akustische Gitarre.

## Geschichte
Die erste Ausgabe der Zeitschrift wurde im Januar 2011 von Peter Finger und dessen Verlag und Plattenlabel Acoustic Music Records als Herausgeber veröffentlicht. Die Zeitschrift erscheint seitdem alle drei Monate. Chefredakteur ist der Gitarrist Andreas Schulz, der ebenfalls für die Zeitschrift Akustik Gitarre als Chefredakteur verantwortlich zeichnet.

## Redaktion und Verlag
Der Acoustic Player wird vom Verlag Acoustic Music GmbH & Co. KG herausgegeben. Dessen Geschäftsführer ist Peter Finger. Die aktuellen Mitarbeiter sind neben Chefredakteur Andreas Schulz die Gitarristen Peter Autschbach, Peter Finger, Jens Filser, Dave Goodman, Jens Kommnick, Markus Segschneider und Markus Wienstroer.

## Inhalte
Der Acoustic Player ist ein reines Workshop-Magazin ohne redaktionelle Beiträge wie Interviews, Storys oder Testberichte über Equipment. Die Autoren erklären in jeweils einem Video Techniken der akustischen Gitarre und deren Umsetzung. Es gibt dabei feste Rubriken: Hot Lick (Andreas Schulz), Blues (Dave Goodman), Guitar Hero (Peter Autschbach), Fingerstyle Basics (Jens Kommnick), Fingerstyle Advanced (Peter Finger), Fingerstyle Modern (Markus Segschneider), Open Stage (Andreas Schulz), Songbegleitung (Jens Filser), Acoustic Rock (Peter Autschbach), Jazz (Andreas Schulz), Strumming Basics (Markus Wienstroer) und Acoustic Lead (Andreas Schulz). In jedem Heft wird bei wechselndem Autor ein ausgesuchter Song in der Rubrik „Classic Song“ behandelt. Zu den Gastdozenten des Acoustic Player gehören Gitarristen wie Tommy Emmanuel, Andy McKee, Pierre Bensusan, Stoppok und Preston Reed.

## DVD, Multimedia
Zum Lieferumfang der Zeitschrift gehört eine DVD. In den Ersten Jahren des Erscheinens des Acoustic Player war die DVD das einzige Medium, auf dem die Workshop-Videos zu sehen waren. Seit 2017 können Abonnenten die Videos auch online auf der Homepage zur Zeitschrift abrufen.